# Крымский природный заповедник
Национальный парк «Крымский», ранее Кры́мский национа́льный парк (укр. Кримський національний парк, крымскотат. Qırım milliy parkı, Къырым миллий паркы) или Кры́мский приро́дный запове́дник (укр. Кримський природний заповідник, крымскотат. Qırım tabiat qoruğı, Къырым табиат къоругъы), создан как «Заказник императорских охот» — особо охраняемая природная территория в Крыму.
В состав Крымского природного заповедника входили территории общей площадью 44 175 га, на которых располагалось 5 лесничеств и Раздольненский орнитологический филиал «Лебяжьи острова»; в ведении заповедника также находится Каркинитский орнитологический заказник водно-болотных угодий общегосударственного значения с площадью акватории 24 646 га. В 2018 году, при преобразовании российскими властями заповедника в национальный парк, участок «Лебяжьи острова» был исключён из состава создаваемой ООПТ; к Крымскому национальному парку отнесены территории площадью 34 564 га.
Администрация находится по адресу: Крым, г. Алушта, ул. Партизанская, 42.

## История
Крымский национальный парк (Крымский заповедник) — один из старейших в Крыму. Началом заповедания территории, входящей ныне в его состав, считается создание в 1913 году «Заказника императорских охот». В то время для царского охотничьего заказника была организована егерская служба, а на горе Большая Чучель выделены участки леса для демонстрации завезённых в Крым животных — кавказских оленей, дагестанских туров и безоаровых козлов, корсиканских муфлонов, зубров.
1 мая 1917 года в Симферополе Первый съезд Таврического союза лесоводов и лесных техников поставил вопрос о судьбе бывшей Крымской царской охоты и предложил создать на её месте национальный заповедник. В. Э. Мартино стал комиссаром Министерства земледелия Временного правительства по ликвидации «царской охоты» в Крыму, а позднее и первым заведующим Крымским заповедником. Несмотря на сложную обстановку и меняющуюся власть В. Э. Мартино, вместе с его заместителем М. П. Розановым удалось отбиваться от многочисленных браконьеров и начать научную работу заповедника. В. Э. Мартино вместе с другими специалистами разработал Положение о Крымском заповеднике, которое 10 марта 1919 года утвердил Совет министров Крымского краевого правительства.
После установления в Крыму власти Советов, 30 июля 1923 года по Декрету Совета Народных Комиссаров РСФСР на месте царского заказника был создан заповедник с площадью более 16 тысяч га. Позднее в 1923 году его площадь расширяется до 23 тысяч га. В заповеднике организовывается научно-исследовательская работа — появляется метеостанция, лаборатория, музей природы.
В апреле 1935 г. заповеднику присвоено имя В. В. Куйбышева — председателя Комиссии советского контроля при СНК СССР, скоропостижно скончавшегося в январе того же года.
Директором заповедника в довоенные годы был партизан гражданской войны в Крыму, а впоследствии и Великой Отечественной войны, А. В. Мокроусов.
К 1941 году на территории заповедника было зафиксировано 29 видов млекопитающих и 135 видов птиц, в том числе 250 оленей, 4 тысячи косуль, 500 муфлонов, 14 зубробизонов, много белки-телеутки.

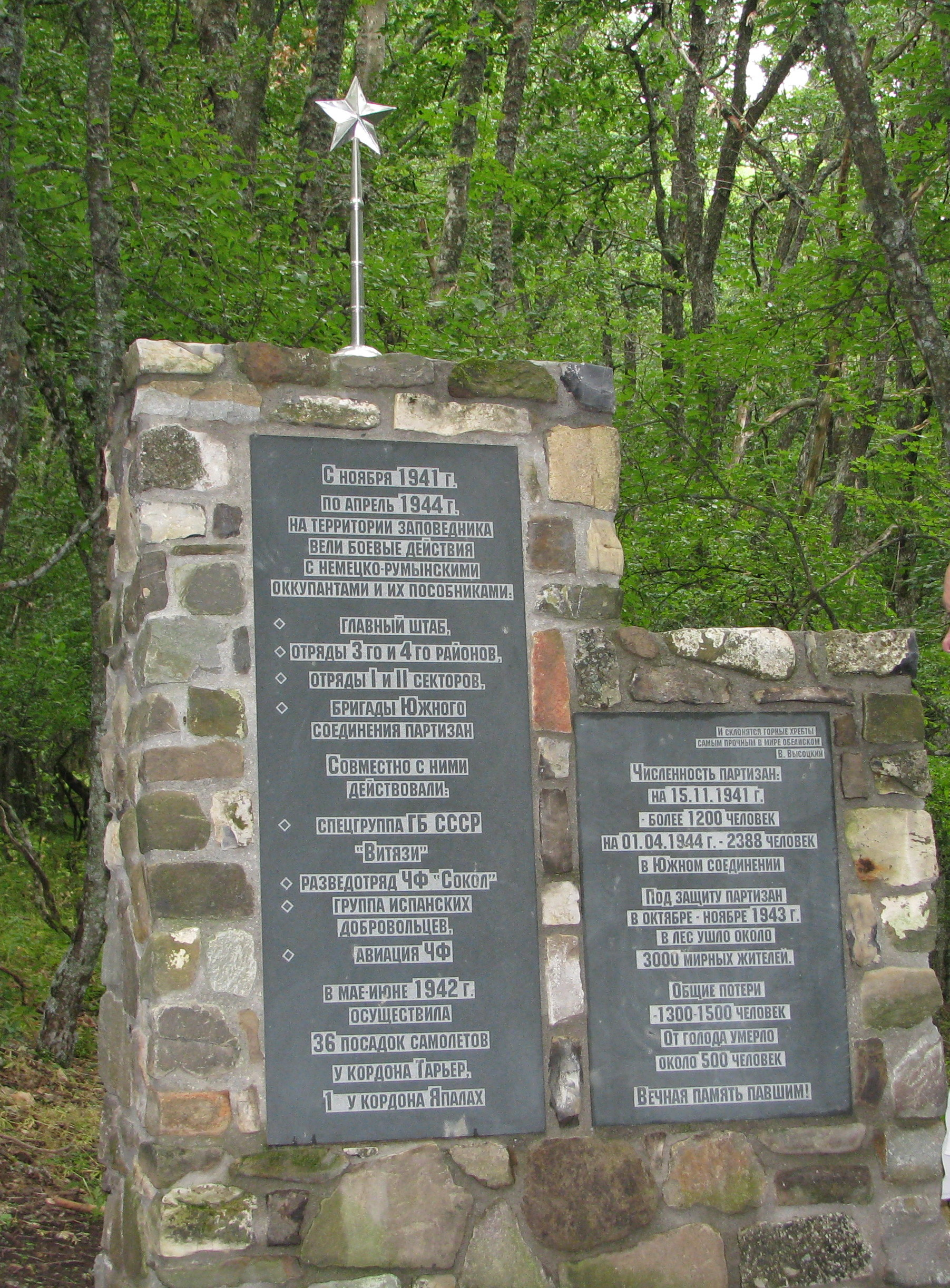
Стела у въезда в Крымский заповедник на перевале Кебит-богаз. На ней перечислены все отряды и соединения партизан Крыма, разведгруппы и авиация снабжения, которые вели борьбу в заповеднике в 1941—1944 годах.

 Во время Великой Отечественной войны 1941—1945 годах на территории заповедника размещались отряды 3-го партизанского района Крыма, Южного соединения (4, 6 и 7 бригады) партизан Крыма, тут прошли десятки крупных и сотни мелких боёв, в том числе с применением артиллерии и авиации. В результате заповедник сильно пострадал от пожаров (погибло более 1,5 тысяч га заповедных лесов), были полностью истреблены зубры, погибло значительное количество оленей, косуль и других животных, уничтожена научная база и музей. Однако сразу после освобождения Крыма в 1944 году заповедник начал восстанавливаться. Его площадь была увеличена до 30,3 тысяч га.
В 1949 году в северной части Крыма, на островах у низкого берега Каркинитского залива Чёрного моря, был создан филиал заповедника «Лебяжьи острова», известный как «царство пернатых».
В 1956 году заповедник был преобразован в Крымское государственное заповедно-охотничье хозяйство им. В. В. Куйбышева, которое превратилось в место охоты советских руководителей высокопоставленных чиновников СССР и представителей стран социалистического лагеря.
С 1965 по 1991 год хозяйство бессменно возглавлял В. А. Лушпа, в 1999 году удостоенный звания Почётный гражданин Алушты.
Статус заповедника был возвращён в июне 1991 года постановлением Совета Министров УССР.
В марте 2014 года, после аннексии Крыма Государственный Совет Республики Крым и его президиум приняли постановления о национализации заповедника. Заповедник был сначала отнесён к ведению Государственного комитета по лесному и охотничьему хозяйству Республики Крым, а затем передан в ведение Управления делами Президента РФ. В 2018 году территория заповедника была разделена на Крымский национальный парк и государственный природный заповедник «Лебяжьи острова».

## География

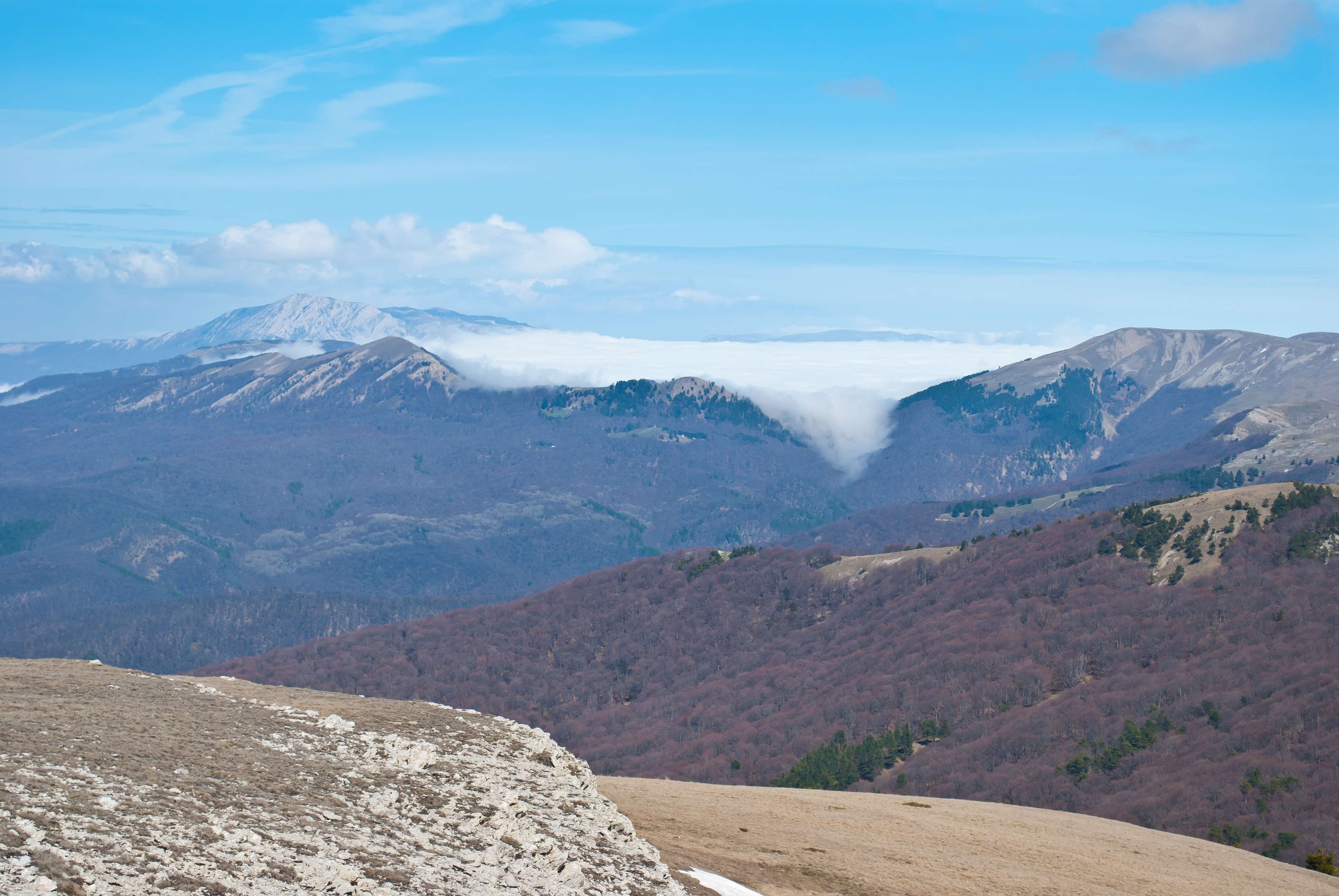
Вид на Чучельский перевал с вершины Кемаль-Эгерек. Вдали слева — Эклизи-Бурун, ближе и чуть правее — вершина Большая Чучель, ещё правее — Малая Чучель, ещё правее — Чучельский перевал (через него переливаются облака). В правой части снимка — Бабуган-яйла.

Площадь заповедной зоны составляет 34 563 га (без заповедника «Лебяжьи острова») или 44 175 га (с заповедником «Лебяжьи острова»).
Основная часть заповедника (или всю территорию национального парка) занимает центр Главной гряды Крымских гор, заповедник «Лебяжьи острова», исключённый российскими властями из состава национального парка, находится на западе Крымской степной зоны и занимает часть акватории Каркинитского залива Чёрного моря.
Площадь горно-лесной заповедной зоны образована из участков гор Главной гряды, котловины между горами и склонов Внутренней гряды Крымских гор. Здесь находятся самые высокие горные массивы Крыма — Ялтинская яйла, Гурзуфская яйла, Бабуган-яйла, Чатыр-Даг-яйла с вершинами: Роман-Кош (1545 м), Большая Чучель (1387 м), Чёрная (1311 м). Бо́льшая часть массивов вытянута с юго-запада на северо-восток и имеет куэстовое строение.
Большое количество осадков и густой лесной покров обусловили то, что в центральной части заповедной зоны берут начало многие крымские реки — Альма, Кача, Тавельчук, Коссе, Марта, Улу-Узень, Авунда, Дерекойка, Донга. Здесь расположено около 300 горных ключей и родников, среди которых наиболее известный Савлух-Су, благодаря своей целебной воде с ионами серебра.
Известняковые породы, составляющие бо́льшую часть горных пород на территории заповедной зоны, обусловили широкое распространение карстовых форм рельефа: полостей, колодцев, гротов, шахт и пещер. Общий рельеф основной части заповедной зоны отличается значительными перепадами высот, изрезанностью и неоднородностью.

## Климат
Климатические условия горно-лесной заповедной зоны зависят от высотной поясности, направления горных хребтов и экспозиции склонов. От подножия к вершинам уменьшается среднемесячная температура и растёт среднегодовое количество осадков. Средняя температура января у подножий гор составляет +2°С, июля — +22°С. В то время как на вершинах (на яйлах), температура ниже 0°С может удерживаться до четырёх месяцев. Лето в горах также не отличается теплом. Количество осадков на яйлах превышает 1000 мм в год, а у нижнего основания северных склонов не превышает 470 мм. Бо́льшая часть осадков выпадает в холодное время года.

## Природа
Крымский национальный парк (Крымский заповедник) отличается богатством растительности. Здесь растёт более 1200 видов растений (половина крымской флоры), из которых 29 видов занесены в Европейский красный список (Эремурус крымский, кизильник крымский, соболевския сибирская, чабрец Дзевановского, лагозерис пурпурный и красноголовый, прангос трёхраздельный), а ещё 9 видов охраняются Бернской конвенцией. 100 видов растений и грибов, растущих в заповеднике, занесены в Красную книгу России. К ним относятся Надбородник безлистный, Астранция крупная, белоцветник летний, живокость Палласа, ятрышники бледный, пурпурный, салеповый, мужской, ковыль волосатый, камнелюбивый, красивейший, любка зелёноцветковая, смолка яйлинская, прострел крымский, холодок прибережный, тис ягодный, шафраны узколистый и прекрасный, можжевельник вонючий, грифола лиственнолесная, спарассис кудрявый, рыжик красный и многие другие.

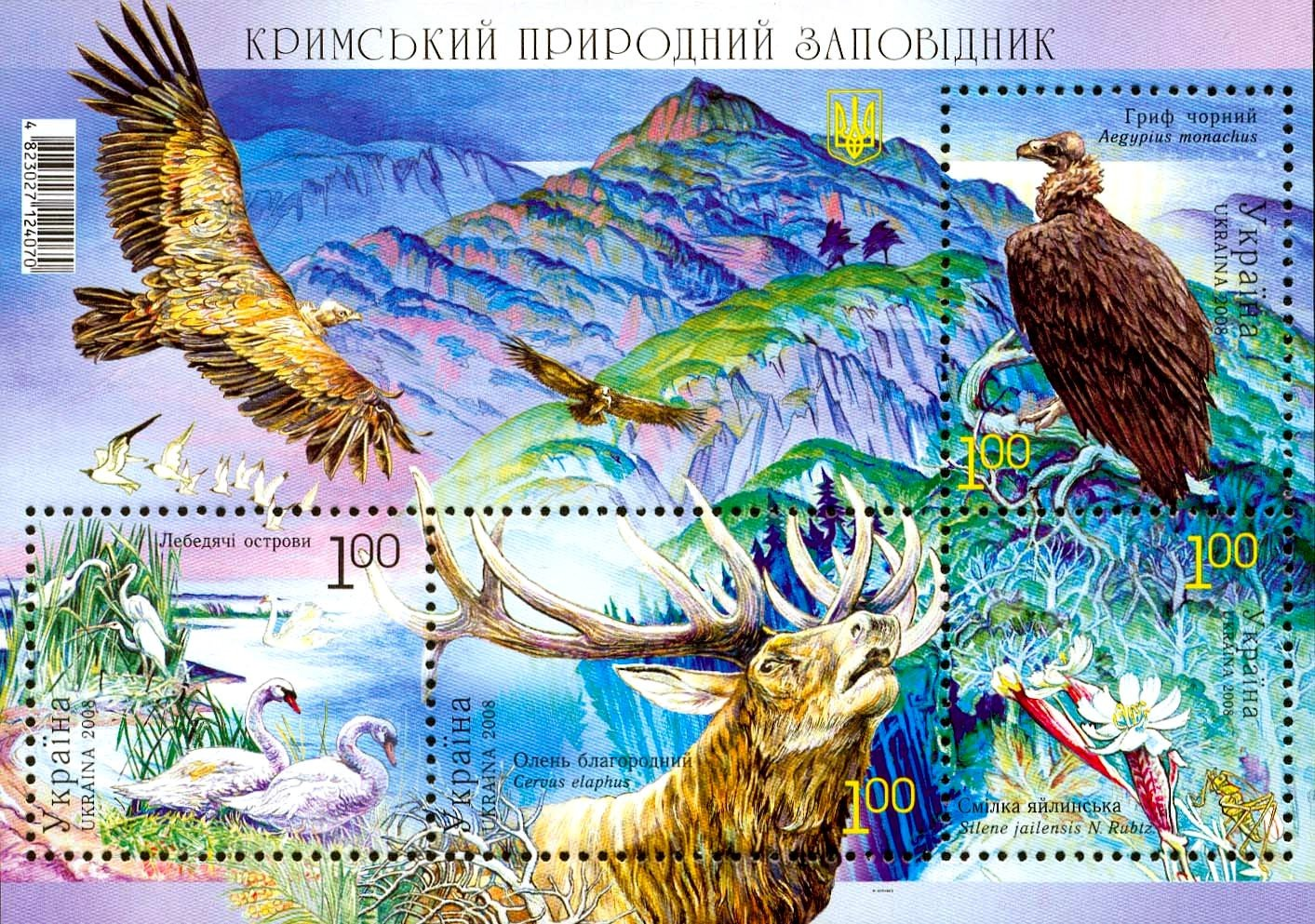
Природа Крымского природного заповедника: чёрный гриф, Лебяжьи острова, благородный олень, смолка яйлинская (впервые описана Н. И. Рубцовым). Почтовый блок, почта Украины, 2008 год.

Распределение растительности в заповедной зоне зависит от высотных поясов. На высоте до 450 м растут дубовые леса, состоящие из дуба пушистого и граба восточного, а на южном склоне Главной гряды до высоты 400 м растут дубово-сосновые леса из дуба пушистого и дуба скального и крымской сосны. Выше 400—450 м на южных склонах растут буково-сосновые леса, на всех остальных до высоты 700—750 м леса из дуба скального (Quercus petraea), граба обыкновенного (Carpinus betulus) и ясеня. Ещё выше лежит пояс густых грабовых, буковых, состоящие из бука крымского, и грабово-буковых лесов, простирающийся до самых яйл либо до узкой полосы сосновых лесов. Частыми спутниками бука и граба является эндемичный для Крыма вид клёна — Клён Стевена, рябина, бересклет, кизил.
На высотах от 1100—1200 м лесная растительность уступает место луговой и степной. Здесь начинаются яйлы — горные луга. Яйлы — это царство трав. С конца апреля до осени здесь цветут: крокусы, горицвет, ирисы, фиалки, адонис, вероника, лапчатка, лабазник (таволга), подмаренник, тысячелистник, зверобой, душица, сон-трава, ясколка Биберштейна (крымский эдельвейс). Травы яйлы: типчак, степная осочка, клевер, манжетки, ковыль, мятлики, овсяницы, пырей, тимофеевка, ежа, коротконожка. Сорок пять видов растений встречаются только на яйлах, являясь крымскими эндемиками.
В заповедной зоне обитает более 200 видов позвоночных животных (половина от всех, встречающихся в Крыму).
30 видов животных занесены в Европейский красный список, 52 вида в Красную книгу Украины, среди них: скорпион крымский, сольпуга обыкновенная, эмпуза крымская, бражник мертвая голова, жёлтопузик, полозы жёлтобрюхий та четырёхполосый, аист чёрный, журавль серый, дрофа, филин, королёк красноголовый, скворец розовый, подковоносы малый и большой, несколько видов ночниц и нетопырей (всего в заповеднике живёт около 15 видов рукокрылых), барсук и другие.
Разнообразная фауна беспозвоночных животных (насчитывается более 8000 видов) пока окончательно не инвентаризирована. Бо́льшая часть видов относится к классу насекомых. Из ракообразных в реках заповедной зоны интересен пресноводный краб.
Наибольшее количество видов среди позвоночных животных составляют птицы (160 видов). На втором месте млекопитающие (37 видов), на третьем — рептилии (10 видов). В реках и прудах заповедной зоны обитает 6 видов рыб, таких как форель ручьевая, эндемичный усач крымский, голавль. Меньше всего представлены в заповедной зоне земноводные — их всего 4 вида: жаба зелёная, лягушки древесная и озёрная и тритон гребенчатый.
Из 160 представленных в заповедной зоне видов птиц около 70 гнездится на его территории. Здесь акклиматизировались и прижились фазан и кеклик. В наиболее удалённых от присутствия человека местах гнездятся редчайшие хищные птицы — гриф чёрный и белоголовый сип. Из других более мелких хищных птиц в заповеднике гнездятся — канюк обыкновенный, пустельга, ястребы большой и малый. В лесах многочисленна сова серая, в долине реки Альмы — совка, изредка встречается ушастая сова.
Для заповедной территории характерны следующие виды птиц: сорокопут и малый сорокопут, садовая овсянка, козодой, скворец и щегол. Также здесь встречаются три вида соловьёв: западный соловей, восточный соловей и персидский соловей. В лесах многочисленны такие виды как: крымская синица, долгохвостая синица, дятел, горихвостка, малиновка, пеночка и сойка. Высоко в горах встречаются горные овсянки.
В заповедной зоне обитает наибольшая в Крыму популяция крымского подвида оленя благородного. Кроме того, в её лесах встречаются косуля, дикий кабан, муфлон.
Из мелких млекопитающих часто встречается ёж. Повсеместно распространена рыжая лисица (изредка попадаются чернобурые экземпляры). В лесах обитают барсук, ласка.
В заповедной зоне производится поддержка численности диких животных на оптимальном уровне, обеспечивающем экологическое равновесие природной среды.
Кроме природоохранной работы проводится и научно-исследовательская. По программе «Летопись природы» исследуются природные процессы в лесах, проводятся наблюдения за редкими видами растений и животных, анализируется воздействие человека на окружающую среду. Осуществляется и просветительская работа.

## Музей природы и дендрозоопарк
44°40′49″ с. ш. 34°23′46″ в. д.
При управлении заповедной зоны в Алуште создан Музей природы и дендрозоопарк с вольерным содержанием животных. Экскурсантов знакомят с типичными и уникальными горно-лесными природными комплексами, редкими видами растений и животных. На территории самого заповедника для организованного посещения оборудованы
рекреационные участки и три эколого-образовательных маршрута. Музей находится по адресу: Алушта, ул. Партизанская, 42.